# Abies procera
L'abete nobile (Abies procera Rehder, 1940), chiamato anche dagli americani red fir, è una pianta della famiglia delle Pinaceae, nativa del Nord America occidentale. È un albero di montagna, che cresce tipicamente tra i 300 e i 1500 m, ma solo raramente raggiunge la linea degli alberi. (Le quote estreme registrate sono 60 e 2700 m sul livello del mare.)

## Descrizione
Abies procera è un grande albero sempreverde che può raggiungere gli 80 m di altezza e i 2,2 m di diametro, dalla forma stretta e conica. La corteccia sui giovani alberi è liscia e grigia con vesciche resinose, crescendo diventa rosso-marrone, ruvida e screpolata sugli alberi più vecchi. Le foglie sono aghiformi, lunghe 1-3,5 cm, a sezione piatta, glauche, blu-verde sopra e bande accentuate di sotto. Le pigne sono oblungo-cilindriche, erette, lunghe 10-15 cm, inizialmente di colore verde, bruno-rossastre a maturità.
Il numero cromosomico di A. procera è 2n=24.

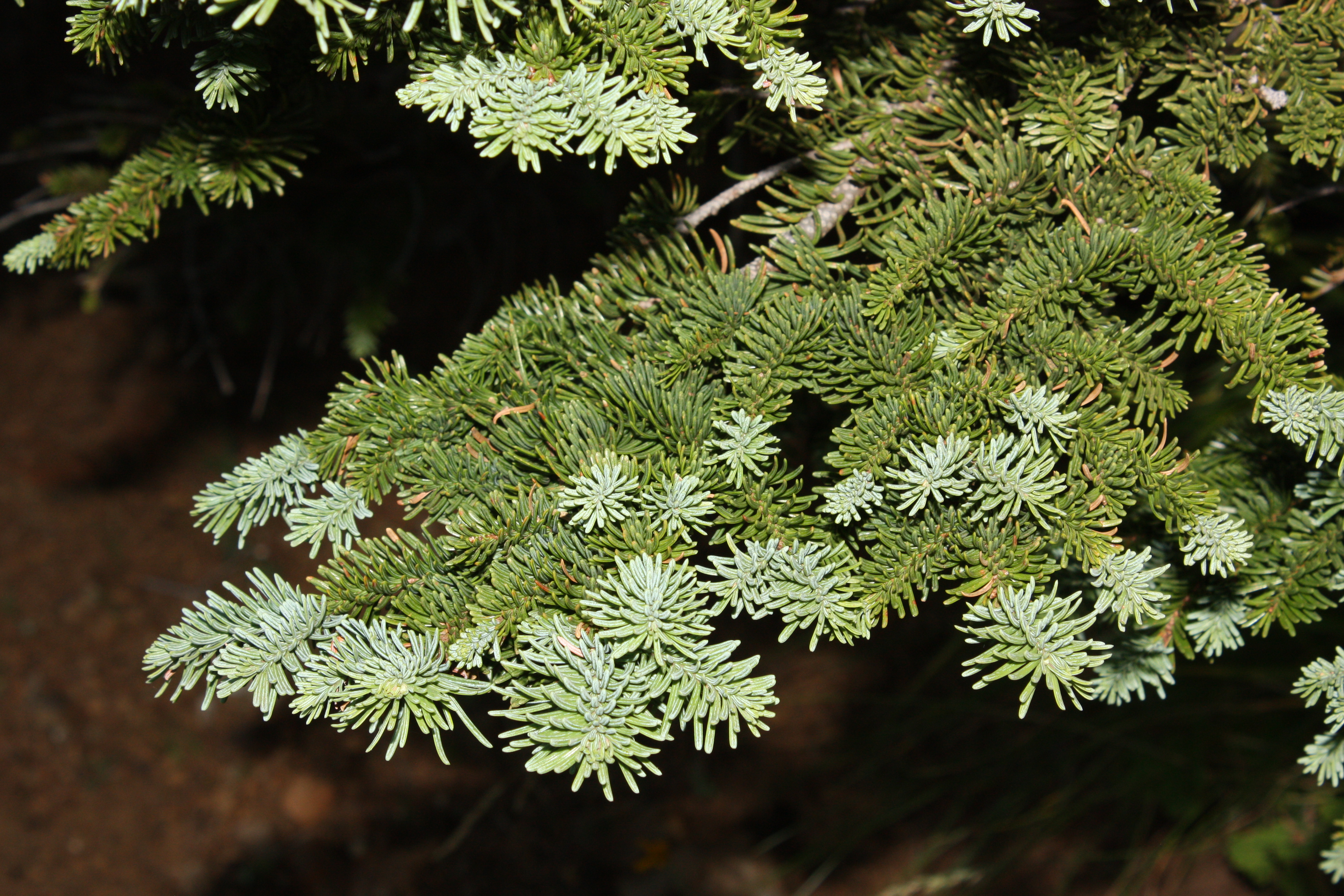
Foglie
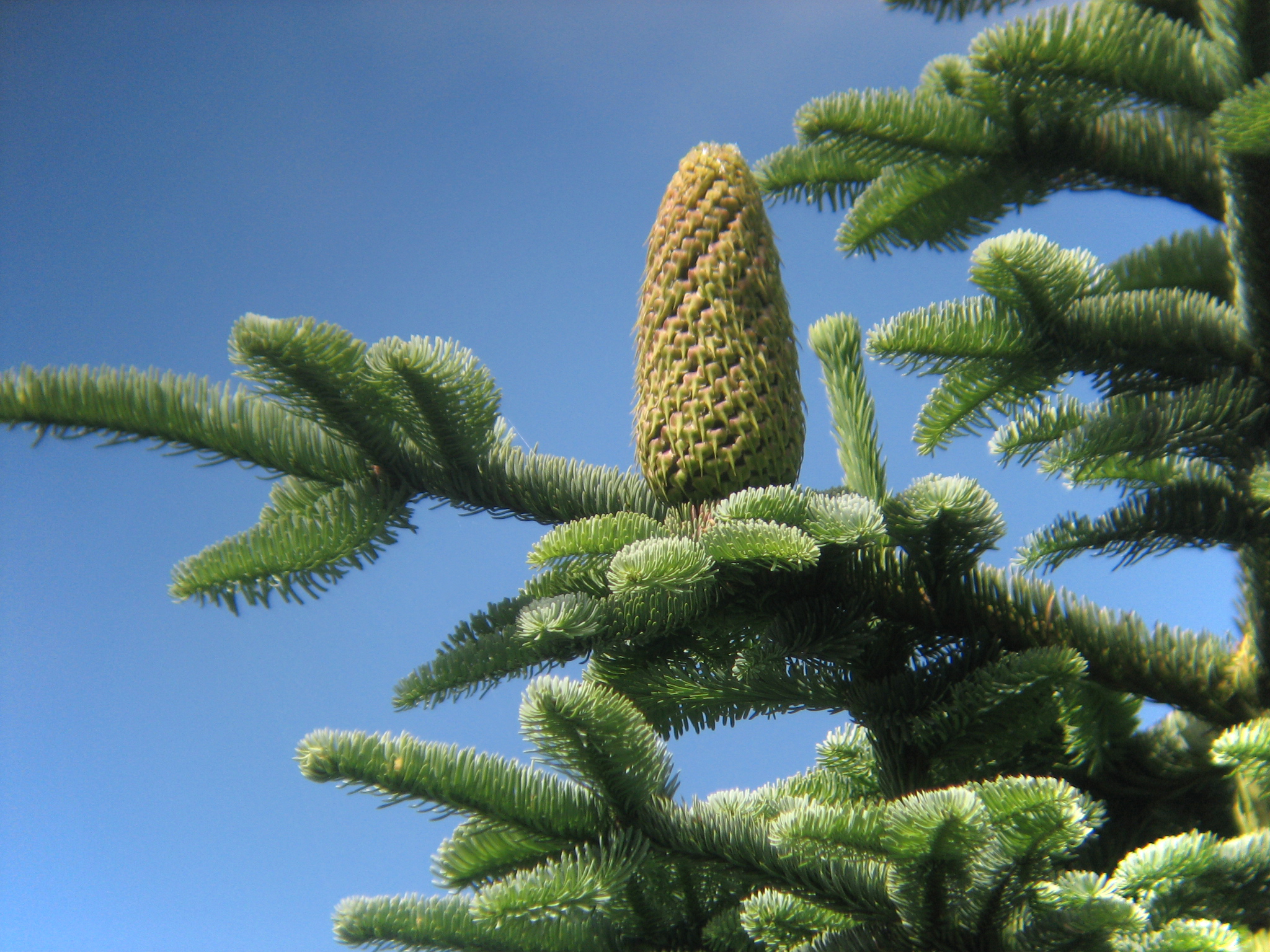
Pigna

## Distribuzione e habitat
La specie è endemica degli Stati Uniti d'America occidentali (California, Oregon e Washington).
Cresce in foreste di conifere miste in associazione con  Tsuga heterophylla, Picea sitchensis e Thuja plicata a bassa quota, Pseudotsuga menziesii, Abies grandis, Pinus spp., Abies lasiocarpa, Abies amabilis, Tsuga mertensiana, Picea engelmannii e Larix occidentalis a quote più elevate.

## Usi
L'abete nobile è tipicamente utilizzato come albero di Natale.
Il legno è usato generalmente come materiale da costruzione e per produrre carta.